# Lola Vidrio

María de los Dolores Vidrio Beltrán y Puga, más conocida como Lola Vidrio,  fue una periodista, activista social y escritora mexicana nacida en Hacienda de Peñuelas, municipio de San Francisco del Rincón, Guanajuato, el 7 de noviembre de 1907. Colaboró en los periódicos El Sol, Novedades, Excélsior, El Occidental, El Informador y Diario de Guadalajara. Obtuvo el Premio Jalisco en 1952 por su libro Don Nadie y otros cuentos.

## Biografía
Hija de Ana María Beltrán y Puga y de Enrique Vidrio Hernández, cuando niña se trasladó a La Barca, Jalisco, y posteriormente, en 1920, a Guadalajara. Fue pionera del periodismo femenino en esta última ciudad y defensora de los derechos humanos. 
Como escritora formó parte del grupo de la revista Bandera de Provincias, publicó, por ejemplo, su relato "El cigarro", en 1929, más tarde incluido en su libro Don Nadie y otros cuentos. Además del Premio Jalisco de Periodismo, logrado en 1952, obtuvo el primer lugar en el Segundo Certamen de Literatura Anual "Ramón López Velarde", en 1955, con su obra Tierra colorada. Ese mismo año ganó con La política es así el premio de los XXVI Juegos Florales Potosinos.
Como periodista de izquierdas fue combativa contra los gobiernos priistas y el sistema capitalista, tanto a través de los diferentes periódicos para los que escribía, como a través de la columna que mantuvo durante una década en el periódico La Opinión, de Miguel Ochoa. Fue además una sufragista mexicana.
En los decenios de 1940 y 1950, fue muy activa participante en las tertulias vespertinas del Café Apolo, ubicado en la esquina de la avenida Juárez y la calle Galeana, en el Centro de Guadalajara, adonde también acudían Adalberto Navarro  Sánchez, la esposa de este, María Luisa Hidalgo; Alfredo Leal Cortés, Olivia Zúñiga, Arturo Rivas Sainz, Carlos Enrigue Villaseñor, Salvador Echavarría, Ramón Rubín, Ernesto Flores, Ignacio Arzapalo, Emmanuel Carballo, Manuel Guerrero, Alfonso Toral Moreno, entre otros escritores, así como los pintores Julio Vidrio, Gabriel Flores, y algunos más.
Participó en la fundación del diario El Occidental, por lo que se convirtió en su primera reportera mujer, centrada en temas de interés general y político. 
Como miembro del Partido Comunista, viajó para recibir capacitación a Cuba y a Rusia, en este país tuvo una estancia de seis meses. 
Tuvo varios cargos oficiales tales como secretaria particular del gobernador zacatecano José Minero Roque, así como encargada de organizar la política cultural durante esa administración. 
Fue fundadora de la Universidad Femenina de Guadalajara.